# Hydroptilina angustipennis
Hydroptilina angustipennis är en nattsländeart som beskrevs av Martynov 1934. Hydroptilina angustipennis ingår i släktet Hydroptilina och familjen smånattsländor. Inga underarter finns listade i Catalogue of Life.